# 鴸鸟

明朝《山海經圖》的繪像

鴸鸟，是《山海经》中记载的鸟类，像鸱而有人手，傳說是堯的兒子丹朱所化成的動物。堯把天下讓給舜後，丹朱和三苗國人聯合起兵反對，堯便派兵打敗了他們，丹朱因為感到羞愧，自投南海淹死而化作鴸鳥。傳說鴸鳥出現的地方，有才德的人就會被放逐。傳說丹朱的子孫在南海建立了一個丹朱國，這裏的人長相很奇特，長著人的臉，鳥的翅膀。

## 记载
有鸟焉，其状如鸱而人手，其音如痺，其名曰鴸鸟，其名自号也，见则其县多放士。
——山海经南次二經